# عين حوض

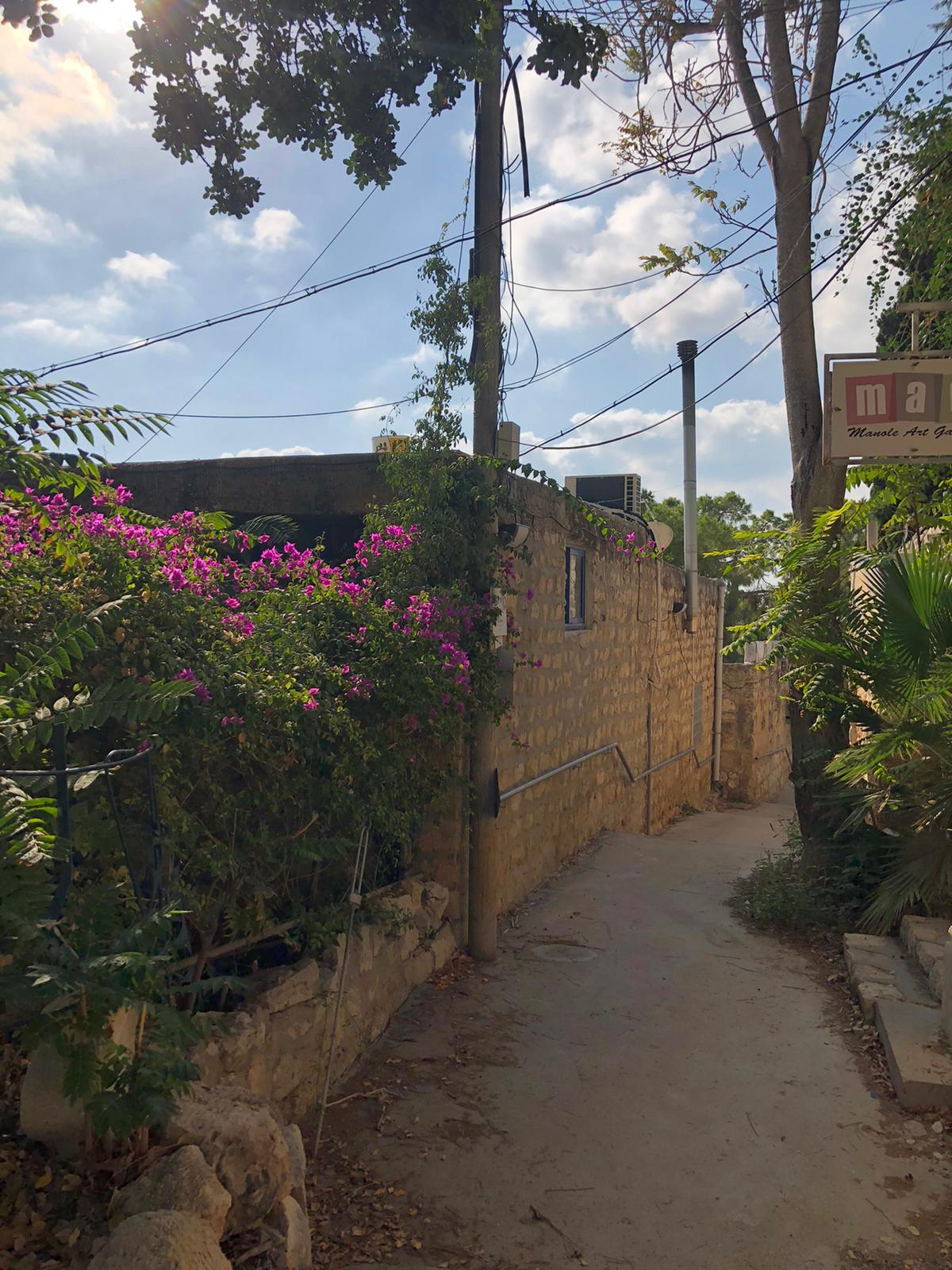
في عين حوض

عين حوض هي قرية فلسطينية مهجرة اقيم على انقاضها مستوطنة فنانين إسرائيليين. تقع إلى الجنوب من جبل الكرمل وجنوب شرق حيفا في شمال فلسطين، وتتبع إداريا المجلس الإقليمي لساحل الكرمل (بالعبرية: حوف هكرمل‏). بلغ عدد سكانها في عام 2008 الـ 559.

## القرية قبل عام 1948
تقع القرية على سفح تل وسط المنحدرات الشمالية الغربية لجبل الكرمل وتشرف على السهل الساحلي وعلى بساتين الزيتون، مع إطلالة على البحر الأبيض المتوسط وفيها قلعة الصليبية من القرن الثاني عشر. كانت هناك طريق فرعية تربط القرية بطريق السهل الساحلي العام. في اواخر القرن التاسع عشر كان عدد سكان القرية 50 نسمة يعيشون على الزراعة، وكانت البيوت مبنية من الحجارة. عندما كبرت القرية انقسمت إلى حارتين، شرقية وغربية، وكان في القرية مقهى ومسجد يقع في وسطها، وكان في القرية مدرسة للبنين بنيت عام 1888، ومعصرة زيتون، وكان فيها أشجار من الخروب والزيتون. يحيط بالقرية من الغرب قرية عتليت وتحيط بها قرى المزار ودالية الكرمل والفرديس وطيرة حيفا.
يعتقد بأن القرية أنشئت من قبل أبو الهيجاء وهو أحد قادة صلاح الدين الأيوبي الذي توفي بعد معركة حطين عام 1187. قدر عدد سكانها عام 1922 حوالي (350) نسمة وفي عام 1945 حوالي (650) نسمة. يلتقي وادي البستان مع وادي الفلاح في أراضي عين حوض، يحيط بالقرية عدة خرب أثرية أهمها (خربة حجلة) وتحتوي على أساسات وحجارة مدقوقة ونحت في الصخور وصهاريج منقورة في الصخر. قامت المنظمات الصهيونية المسلحة بهدم القرية وتشريد أهلها البالغ عددهم عام 1948 حوالي (745) نسمة وكان ذلك في 1948/07/15 وعلى أنقاضها أقام الصهاينة مستعمرة (عين هود) عام 1954 وتعرف باسم قرية الفنانين، وكذلك أقيمت مستوطنة «نير عتصيون» سنة 1949 على أراضي القرية. قام المهجرون من قرية عين حوض ببناء قرية بنفس الاسم بجوار القرية الأصلية ولكن السلطات الإسرائيلية ضربت سياجاً حولها لمنعها من التوسع ورفضت الاعتراف بها ولذلك لم تحصل القرية الجديدة على أية خدمات بلدية حتى عام 2004.

## التاريخ
الحفريات في منطقة الكرمل تشير إلى أن الاستيطان البشري في المنطقة يعود إلى أكثر من 150,000 سنة. يقال أن هذه القرية كانت قرية واحدة من القرى «الهيجاء» التي سميت باسم الأمير حسام الدين أبو الهيجا (الجرأة) الذي كان قائدا عراقي المولد من القوات الكردية التي قاتلت إلى جانب السلطان صلاح الدين الأيوبي وكان قائدا لحاميتها في الحصار الصليبي (1189-1192).

## القرية والسكان اليوم
فالبلدة الصغيرة الجميلة كما هي، إلا أهلها
لم تدمر القرية وبقيت كما هي وباتت منذ سنة 1954 قرية للفنانين. وهي مصنفة موقعا سياحيا. وقد تحول مسجدها إلى مطعم ومقصف تحت اسم (بونانزا). أما الأراضي المحيطة بالموقع فمزروعة، وتستخدم الغابات المجاورة متنزهات. وأما أؤلئك القليلون من سكان عين حوض الذين لم يغادروا البلاد لاجئين، فقد مكثوا في الجوار وبنوا قرية جديدة سموها عين حوض أيضا. ولم تعترف الحكومة الإسرائيلية بهذه القرية قانونيا لذا حرمت الخدمات البلدية كافة (كالماء والكهرباء والطرق). في السبعينات نصبت الحكومة الإسرائيلية سياجا حول القرية الجديدة لمنعها من التوسع، وهددت في سنة 1986 بتدمير ثلاثة من منازلها. وقد بنى سكان عين حوض الجديدة، وعددهم 330 نسمة، مسجدا وهو ابن أحد زعماء القرية القديمة، القرية الجديدة في صارعها للحصول على الوضع البلدي.
فيما انتهى معظم سكان القرية لاجئين في مخيم جنين والأردن.

## تهجير القرية
هُجّرت القرية في تاريخ 17 تموز/ يوليو عام 1948 مع باقي قرى الكرمل ومن ضمنها الطيرة والمزار وصرفند وكفرلام والطنطورة، وتشتت أهلها.

## بعد التهجير
في عام 1953 اقترح المهندس المعماري مارسيل يانكو، الذي كان يعمل في قسم التخطيط بمكتب رئيس الوزراء الإسرائيلي في حينها عدم هدم قرية عين حوض المهجرة، وتحويلها لقرية فنانين وأقنع القادة الصهاينة بالفكرة وأقنع بعض الفنانين برومانسية فكرته حول إنشاء قرية للفنانين على ممتلكات قرية عين حوض. تصنف القرية اليوم موقعا سياحيا، وقد وتحوّل مسجدها إلى مطعم وحانة، أما البساتين والغابات المحيطة بها تحوّلت لمتنزهات. من الجدير بالذكر بأن بعض سكّان القرية بنوا قرية جديدة بالجانب الشرقي الشمالي لقريتهم ولجأوا إلى هناك ليعيشوا على مقربة حجر من قريتهم المهجرة

## عين حوض في الثقافة
- مسلسل الوعد، رواية خيالية عن صاحب منزل في عين حوض.[15]
- وارث الشواهد، رواية لوليد الشرفا يعرج فيها الراوي على ذكريات عائلته في عين حوض.[16]
- 500 دونم على سطح القمر، فيلم عن انتزاع أراضي عين حوض.[17]
- الصباح في جنين، قصة لسوزان أبو الهوى عن عائلة فلسطينية تم ترحيلها من عين حوض.[18]

## أعلامها
- عفيف عبد الرحمن: (10 أغسطس 1937 - 19 أبريل 2019) لغوي وأكاديمي.[19]
- فرحان أبو الهيجاء
- نواف أبو الهيجاء

## صور

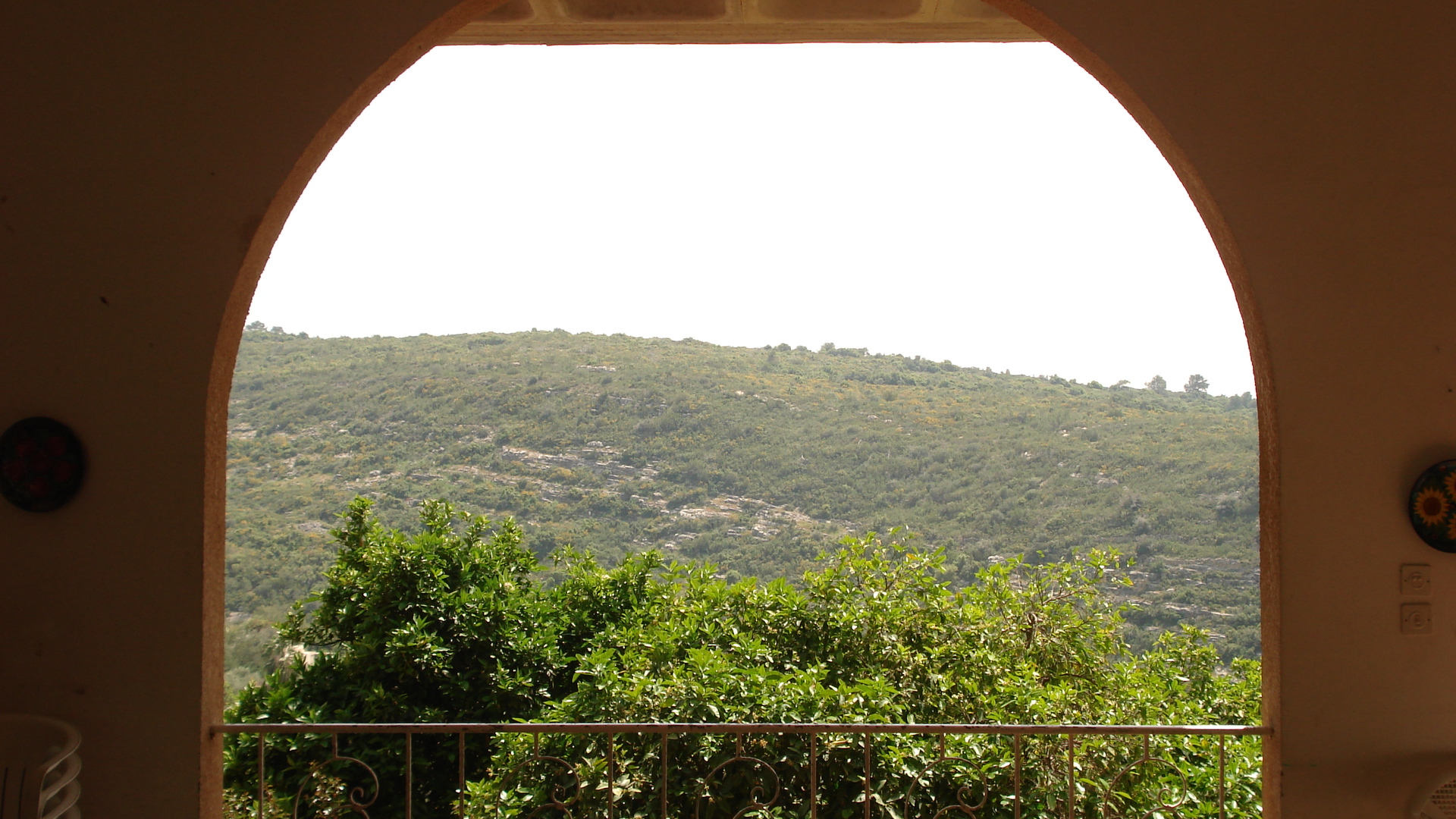
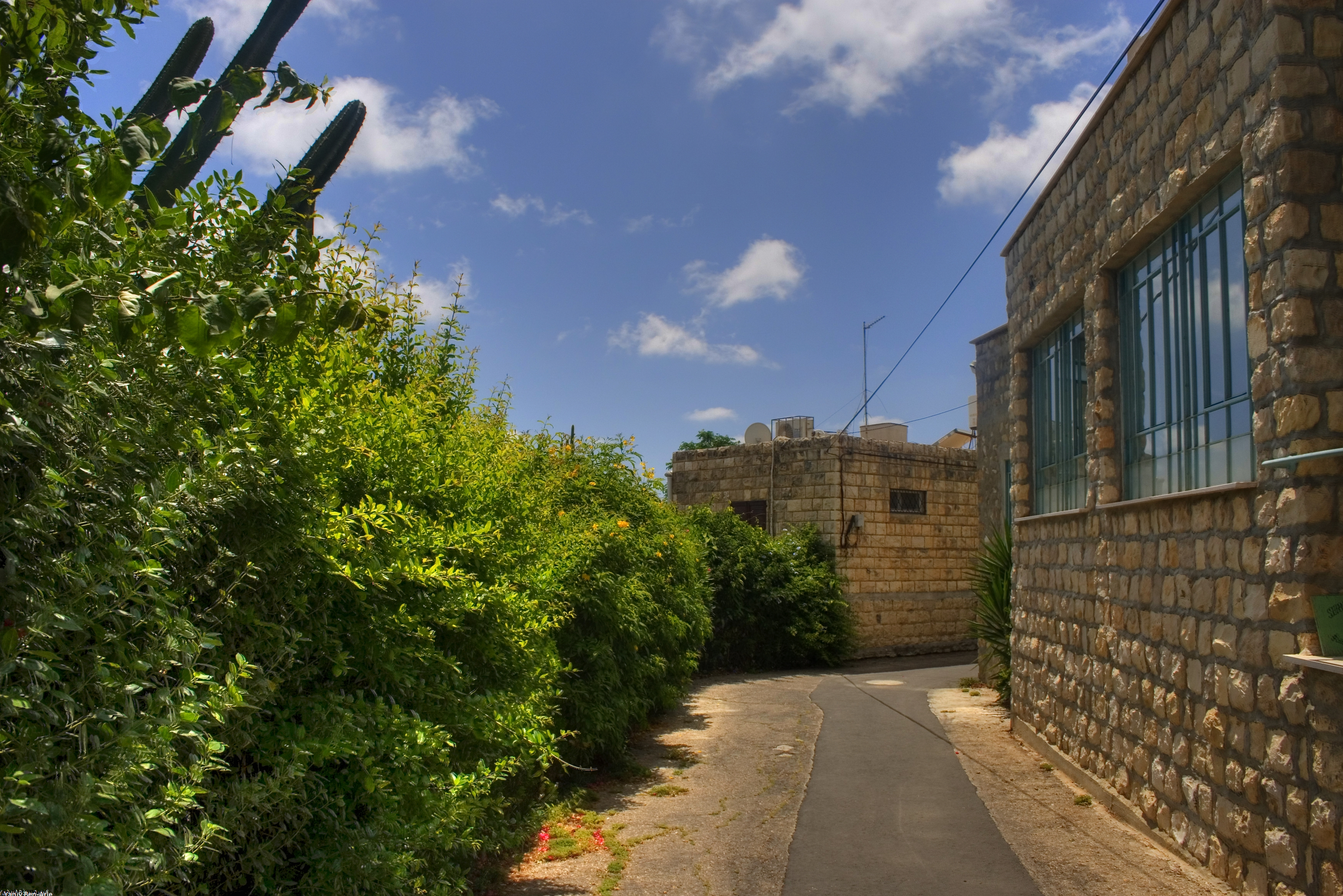
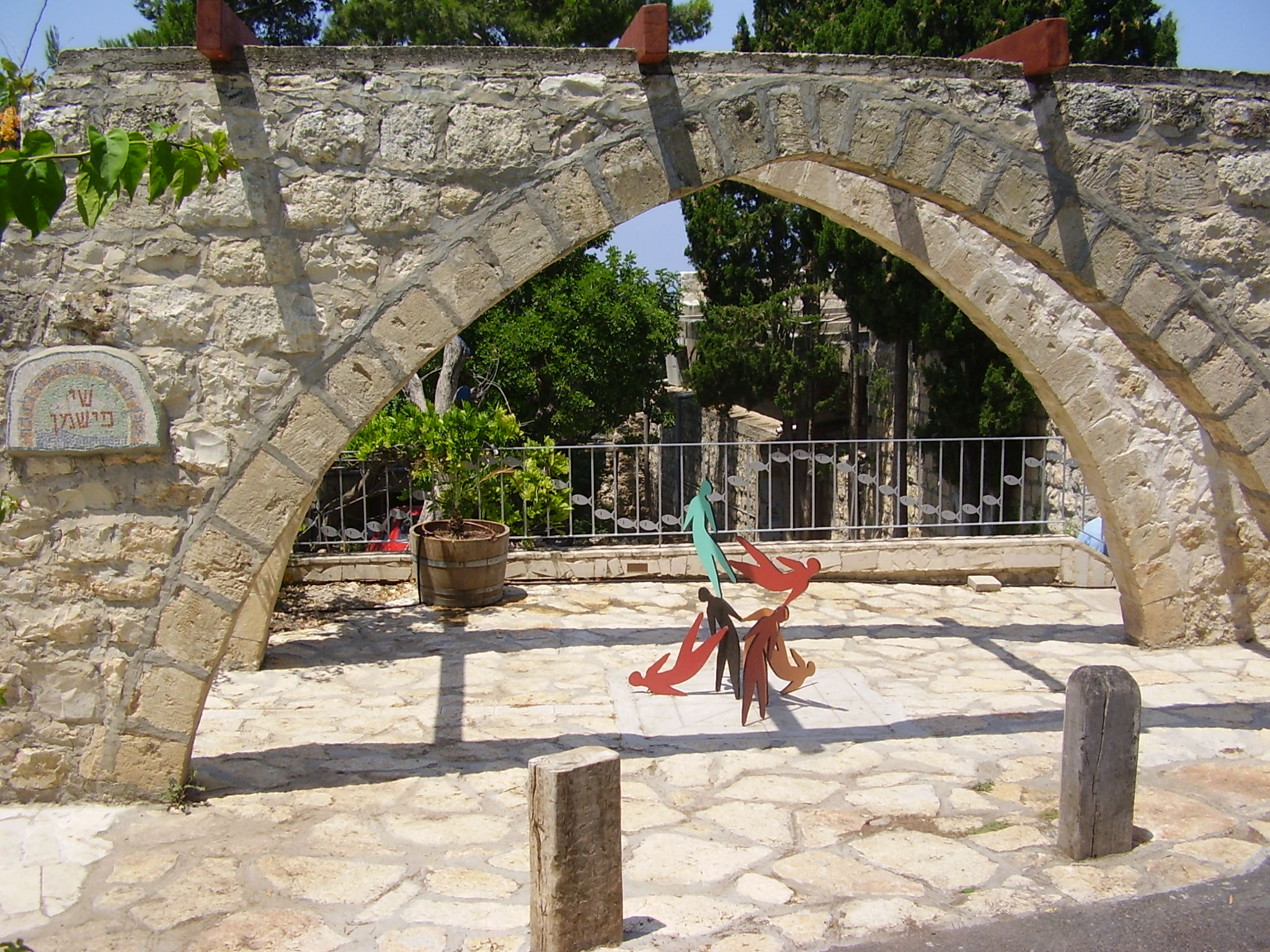
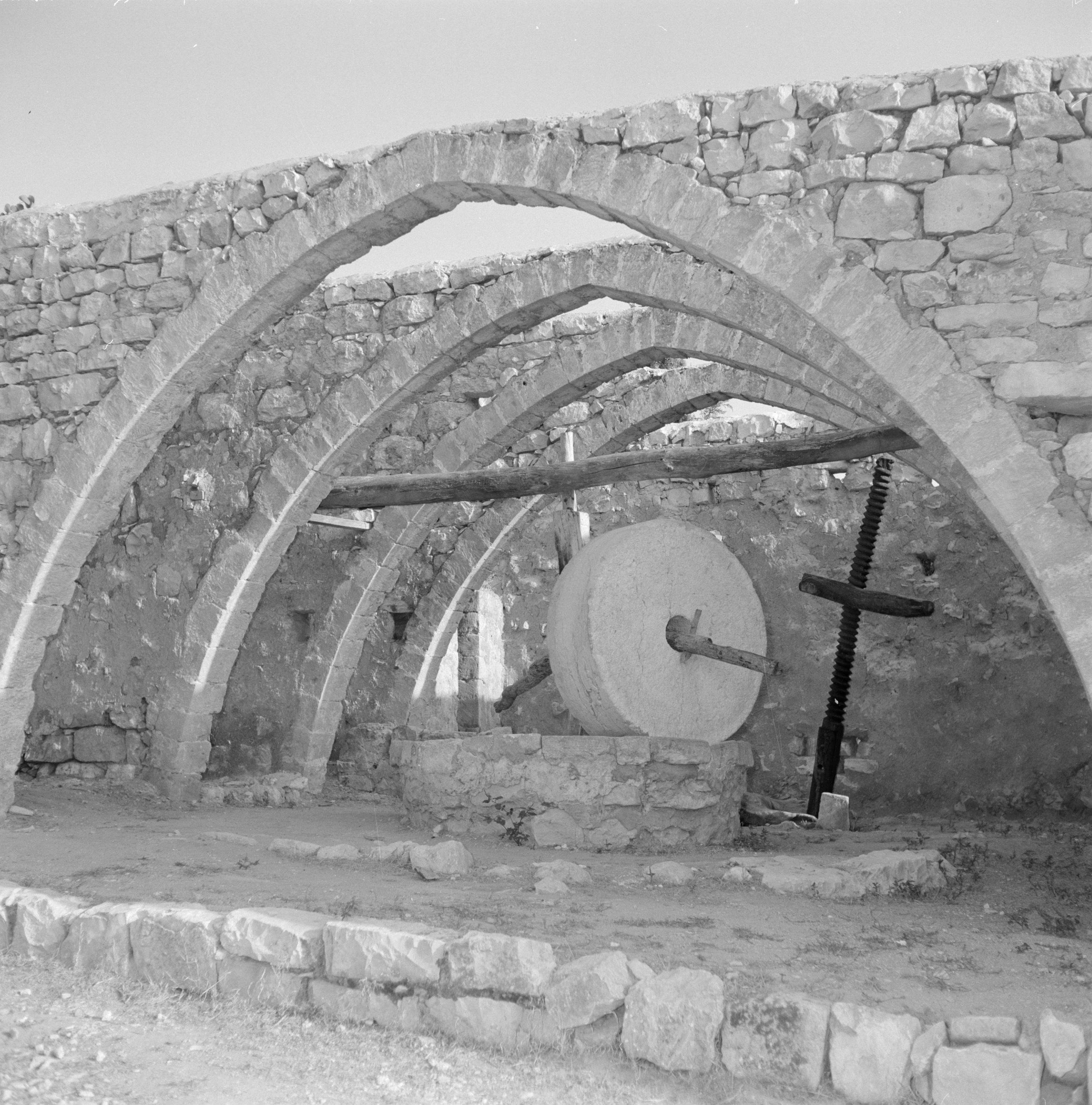